# Port lotniczy Nikšić
Port lotniczy Nikšić – lotnisko zlokalizowane w Nikšiciu, w Czarnogórze. Jest trzecim co do wielkości portem lotniczym w tym kraju. Obsługuje głównie połączenia krajowe.